# الملح (مذيخرة)

تعديل مصدري - تعديل

الملح محلة تابعة لقرية حمر اسفل، التابعة لعزلة الجوالح بمديرية مذيخرة إحدى مديريات محافظة إب في الجمهورية اليمنية، بلغ تعداد سكانها 34 حسب تعداد اليمن لعام 2004.